# 할리우드 폭로전
《할리우드 폭로전》(What Just Happened)은 2008년 공개된 미국의 영화이다.

## 줄거리
베테랑 할리우드 프로듀서 벤은 직업적으로나 개인적으로나 여러 문제에 직면한다. 그가 제작한 영화 'Fiercely'는 끔찍한 시사회 결과를 맞이하는데, 특히 주인공(숀 펜이 연기, 영화 내에서 본인 역할로도 등장)과 그의 애완견이 살해당하는 결말 때문이다. 스튜디오 임원 루 타노우는 벤에게 강아지 살해 장면을 다른 문제 장면들을 협상하기 위한 '미끼'로 사용하려 했다고 비난하며, 강아지 죽는 장면을 삭제하지 않으면 칸 영화제에서 영화를 내리고 편집권을 가져가겠다고 협박한다. 고집불통 영국인 감독 제레미 브루넬은 격렬하게 반발한다.
엎친 데 덮친 격으로 벤은 두 번째 아내 켈리와의 관계를 정리하는 데 어려움을 겪고, 아내가 과거 함께 일했던 유부남 시나리오 작가 스콧 솔로몬과 바람을 피우고 있다는 사실을 알게 된다. 스콧은 브래드 피트가 관심을 보이는 시나리오를 추진 중이다. 또한, 스튜디오는 브루스 윌리스가 기른 덥수룩한 수염 때문에 그가 출연 예정인 영화 제작을 취소하려 한다. 벤의 커리어는 이 영화의 운명에 달려있지만 윌리스와 대화하려는 모든 시도는 폭력적이고 거친 반응에 부딪힐 뿐이다.
결국 제레미는 'Fiercely'의 결말을 다시 편집해 강아지를 살리기로 한다. 벤은 윌리스의 에이전트 딕 벨을 설득하여 수염을 깎게 하려 하지만, 오히려 딕만 해고당할 뿐이다. 하지만 윌리스는 결국 수염을 깎고 영화는 제작이 진행된다.
일주일 후, 벤, 루, 제레미는 칸 영화제에 참석하여 황금종려상을 기대한다. 그러나 제레미는 벤과 루에게 알리지 않고 'Fiercely'를 다시 편집하여 강아지를 죽일 뿐만 아니라 총알이 박히는 장면을 거의 1분이나 추가한다. 새로운 결말은 황금종려상 수상 가능성을 없애고 많은 관객들을 분노하게 하지만, 숀 펜을 포함한 몇몇 관객들은 영화의 최종 버전에 열렬히 환호한다. 루는 실망하여 스튜디오 전용기를 타고 즉시 칸을 떠나고 벤은 프랑스에 고립된다.
벤은 간신히 집으로 돌아오지만, '베니티 페어' 잡지 촬영에서 칸 영화제 사건이 알려져 사진 가장자리에 서게 되어 거의 눈에 띄지 않게 된다.

## 출연
- 로버트 드 니로
- 숀 펜
- 캐서린 키너
- 브루스 윌리스
- 존 터투로
- 마이클 윈콧
- 로빈 라이트 펜
- 스탠리 투치
- 크리스틴 스튜어트
- 로건 그로브